# San Antonio Tezoquipan
San Antonio Tezoquipan es una localidad de México perteneciente al municipio de Alfajayucan en el estado de Hidalgo.

## Toponimia
Del náhuatl Te-zoqui-pan; compuesto de tetl, piedra; de zoquitl, lodo; con la terminación pan, el signo tetl, piedra, y encima el de zoquitl, lodo o barro; “lugar que tiene lodo en un pedregal”.

## Geografía
A la localidad le corresponden las coordenadas geográficas 20° 28’ 25.985” de latitud norte y 99° 28’ 9.263” de longitud oeste, con una altitud de 2017 m s. n. m.  Se encuentra a una distancia aproximada de 20.67 kilómetros al noroeste de la cabecera municipal, Alfajayucan. La localidad se encuentra dentro del Valle del Mezquital, las localidades colindantes con San Antonio Tezoquipan son: San Lucas, Nexni, El Ahorcado, Ninthi, Jonacapa.
En cuanto a fisiografía se encuentra dentro de la provincia del Eje Neovolcánico dentro de la subprovincia de Llanuras y Sierras de Querétaro e Hidalgo; su terreno es de lomerío y llanura. En lo que respecta a la hidrología se encuentra posicionado en la región Panuco, dentro de la cuenca del río Moctezuma, en la subcuenca del río Alfajayucan. Cuenta con un clima semiseco templado.

## Demografía
En 2020 registró una población de 398 personas, lo que corresponde al 2.08 % de la población municipal. De los cuales 197 son hombres y 201 son mujeres. Tiene 152 viviendas particulares habitadas.
| Gráfica de evolución demográfica de San Antonio Tezoquipan entre 1900 y 2020                 |
|                                                                                              |
| Población de los censos y conteos del Instituto Nacional de Estadística y Geografía (INEGI). |

## Economía
La localidad tiene un grado de marginación alto y un grado de rezago social bajo. La principal actividad productiva que realizan los habitantes es la agricultura. Antiguamente la localidad era productora de cal; dentro de la zona, se aprecian los hornos en los que realizaban todo el proceso para obtener la cal.

## Cultura
En la localidad se encuentran alrededor de noventa pinturas rupestres y petroglifos, en ella se encuentran representados escenas míticas relacionadas con el cielo.
Los pobladores de la comunidad realizan artesanías tales como: sombreros de palma llamados “sombreros de tornillo”, escobitas de palma, tapetes y demás artículos del mismo material; para su realización se sigue un proceso largo, desde ir al cerro por las palmas hasta terminar el acabado de cada sombreo o artículo.